# U-411
| U-411                      | U-411                                                          | U-411                                                          |
| -------------------------- | -------------------------------------------------------------- | -------------------------------------------------------------- |
|                            |                                                                |                                                                |
|                            |                                                                |                                                                |
|                            |                                                                |                                                                |
| Під прапором               | Третій рейх                                                    | Третій рейх                                                    |
| Спуск на воду              | 15 листопада 1941 року                                         | 15 листопада 1941 року                                         |
| Виведений зі складу флоту  | 13 листопада 1942 року                                         | 13 листопада 1942 року                                         |
| Сучасний статус            | затоплений                                                     | затоплений                                                     |
| Проєкт                     |                                                                |                                                                |
| Тип ПЧ                     | Торпедний ДПЧ                                                  | Торпедний ДПЧ                                                  |
| Основні характеристики     |                                                                |                                                                |
| Швидкість (надводна)       | 17,7 вузлів                                                    | 17,7 вузлів                                                    |
| Швидкість (підводна)       | 7,6 вузлів                                                     | 7,6 вузлів                                                     |
| Робоча глибина занурення   | 100 м                                                          | 100 м                                                          |
| Гранична глибина занурення | 220 м                                                          | 220 м                                                          |
| Екіпаж                     | 44 осіб                                                        | 44 осіб                                                        |
| Розміри                    |                                                                |                                                                |
| Довжина найбільша (по КВЛ) | 67,1 м                                                         | 67,1 м                                                         |
| Ширина корпусу найб.       | 6,2 м                                                          | 6,2 м                                                          |
| Висота                     | 9,6 м                                                          | 9,6 м                                                          |
| Середня осадка (по КВЛ)    | 4,70 м                                                         | 4,70 м                                                         |
| Водотоннажність надводна   | 769 т                                                          | 769 т                                                          |
| Озброєння                  |                                                                |                                                                |
| Артилерія                  | одна палубна гармата калібру 88-мм, одна 20-мм зенітна гармата | одна палубна гармата калібру 88-мм, одна 20-мм зенітна гармата |
| Торпедно- мінне озброєння  | 4 носових і один кормовий ТА. 14 торпед                        | 4 носових і один кормовий ТА. 14 торпед                        |

U-411 — німецький підводний човен типу VIIC, часів Другої світової війни.
Замовлення на будівництво човна було віддане 30 жовтня 1939 року. Човен був закладений на верфі суднобудівної компанії «Danziger Werft», у Данцигу 28 січня 1941 року під заводським номером 112, спущений на воду 15 листопада 1941 року, 18 березня 1942 року увійшов до складу 8-ї флотилії. Також за час служби входив до складу 6-ї флотилії.
Човен зробив 2 бойових походи, в яких не потопив та не пошкодив жодного судна.
Потоплений 13 листопада 1942 року в Північній Атлантиці західніше Гібралтару (36°00′ пн. ш. 09°35′ зх. д. / 36.000° пн. ш. 9.583° зх. д.) глибинними бомбами британського бомбардувальника Хадсон. Всі 46 членів екіпажу загинули.

## Командири
- Оберлейтенант-цур-зее Гергард Літтершайд (18 березня — 19 жовтня 1942)
- Капітан-лейтенант Йоганн Шпіндлеггер (20 жовтня — 13 листопада 1942)